# Ioannis Drymonakos
Ioannis Drymonakos, detto Giannis (in greco Γιάννης Δρυμωνάκος?; Atene, 18 gennaio 1984), è un ex nuotatore greco.
Divenne il primo nuotatore greco a registrare un record europeo di nuoto, facendo segnare un tempo di 1:54.16 secondi nei 200 m farfalla ai Campionati europei di nuoto 2008.
Nel 2008 è risultato positivo agli steroidi ad un controllo antidoping eseguito il 6 marzo.

## Palmarès
- Mondiali in vasca corta

Manchester 2008: bronzo nei 400 m misti. Risultati cancellati per doping
- Europei

Budapest 2006: argento nei 200m farfalla.
Eindhoven 2008: oro nei 200m farfalla e argento nei 400m misti. Risultati cancellati per doping
Budapest 2010: bronzo nei 200m farfalla.
Debrecen 2012: bronzo nei 200m farfalla e nei 400m misti.
- Europei in vasca corta

Helsinki 2006: bronzo nei 400m misti.
Debrecen 2007: bronzo nei 200m farfalla e nei 400m misti.
- Giochi del Mediterraneo

Almeria 2005: oro nei 200m farfalla e bronzo nei 400m misti.